# Game jam
Una game jam es un encuentro de desarrolladores o hackatón que tiene como propósito la creación de uno o más videojuegos en un corto período de tiempo, normalmente entre veinticuatro y cuarenta y ocho horas. Los participantes, ya estén organizados individualmente o por equipos, suelen estar especializados en una o varias disciplinas: programación, diseño, arte, música, etc. Las game jams están orientadas sobre todo a la creación de videojuegos, aunque la aceptación de juegos de mesa en este tipo de eventos es creciente.

## Origen del término
El término game jam se compone de las palabras inglesas «game» (juego) y «jam» (en referencia a jam session). Una jam session es una actuación musical que se caracteriza por ser en su mayor parte improvisada, y que a menudo tiene como objetivo la creación libre de nuevo material o simplemente practicar. De la misma forma, las game jams son eventos en los que los desarrolladores prototipan y experimentan con nuevas ideas con poca o ninguna preparación previa.
En marzo de 2002, Chris Hecker y Sean Barrett, comienzan a trabajar con Doug Church, Jonathan Blow y Casey Muratori en un motor de juegos que fuera capaz de manejar un gran número de sprites en pantalla. Hecker y Barrett invitaron a un pequeño número de desarrolladores de videojuegos a su oficina en Oakland, California con el objetivo de crear pequeños videojuegos que utilizaran su nuevo motor. Hecker y Barrett llamaron a este encuentro 0th Indie Game Jam, un evento de diseño y programación de juegos "para fomentar la experimentación y la innovación en la industria del videojuego".

## Formato

### Localización

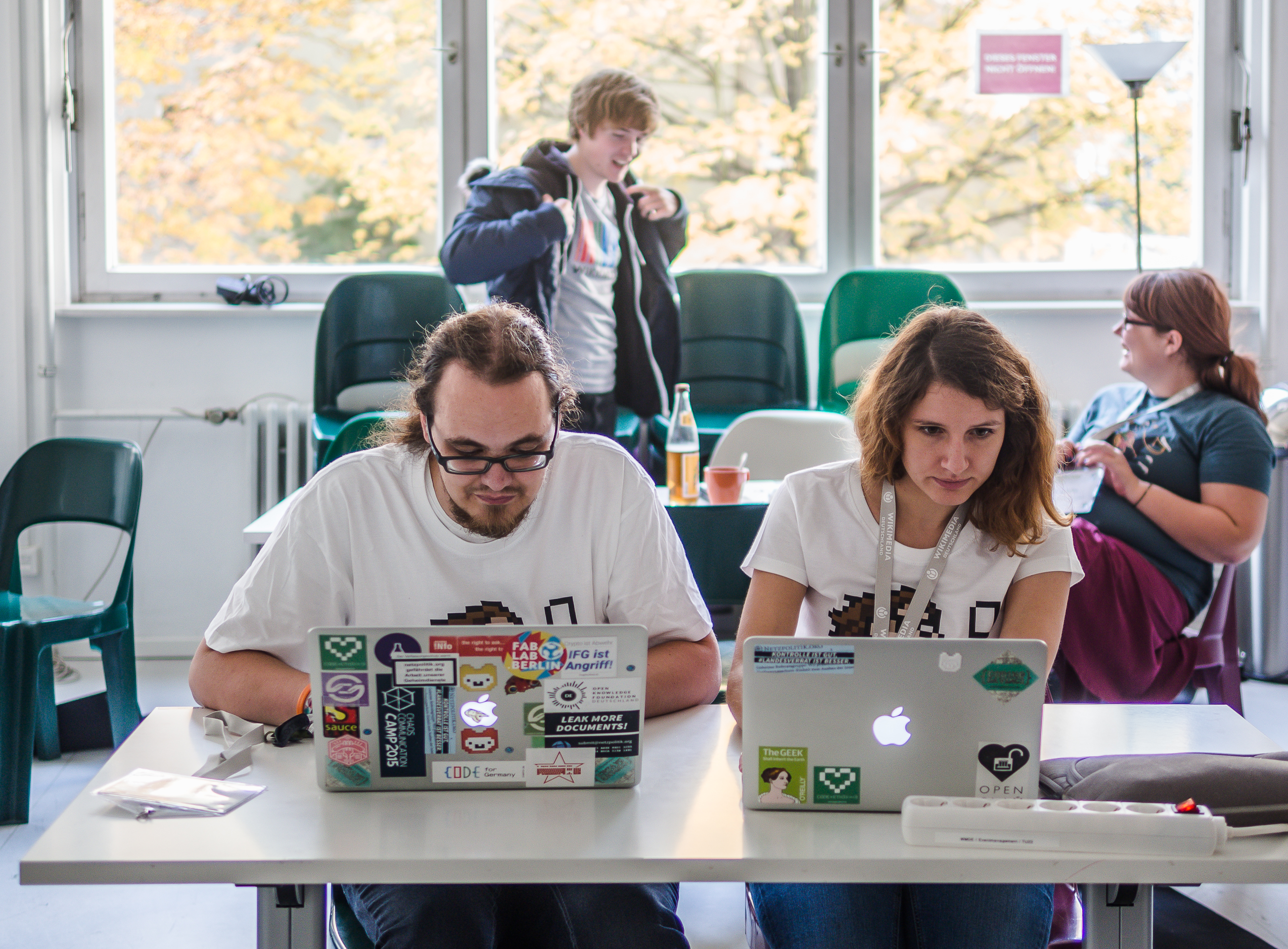
Participantes del Free Knowledge Game Jam organizado en 2012 en la sede de Wikimedia Alemania.

Algunas game jams son eventos locales que tienen lugar en universidades, salas de conferencias y otros espacios privados. La Global Game Jam tiene lugar en más de sesenta países del mundo coordinadamente durante el mismo fin de semana. La Ludum Dare en cambio, es un evento donde los participantes trabajan desde casa y presentan sus juegos vía internet.

### Límites de tiempo
Las game jams suelen ser eventos limitados en cuanto a tiempo, que pueden durar desde unas pocas horas a varios días o semanas. El objetivo de estos límites es estimular la presión, fijando un tiempo de entrega restrictivo que fomente la creatividad y la experimentación con nuevas ideas que surjan en los equipos.

### Tema
Una game jam puede tener un tema central al que deban ceñirse todos los juegos que se realicen en ella. El tema puede ser sorpresa o puede haber sido votado entre los participantes con antelación. El tema es anunciado normalmente justo antes de empezar el evento, para que así los participantes no puedan plantear sus juegos de antemano o reutilizar material previamente desarrollado. Los temas pueden ser restricciones en lo técnico, en la tecnología, en lo artístico, en las mecánicas de juego, etc.

### Tecnología
El tipo de tecnología utilizada puede variar según el tema, el tiempo disponible, las habilidades y conocimientos de los participantes, la plataforma, etc. En una game jam de videojuegos, los equipos están formados normalmente por al menos un programador y un artista. Los entornos de trabajo más comunes en una game jam pueden ser entre otros: Godot y Game Maker. Además de estos entornos existe una amplia variedad de librerías útiles para la creación de juegos como Simple DirectMedia Layer, Cocos2D o PyGame. Por otra parte los artistas suelen utilizar herramientas como The GIMP o Blender entre otras muchas.